# Vincenzo I. Gonzaga
Vincenzo I. Gonzaga (21. září 1562 – 9. únor 1612) byl v letech 1587 – 1612 vládcem vévodství Mantovy a Montferratu.

## Život
Byl synem Viléma I. Gonzagy a Eleonory Habsburské. Jeho prarodiči z matčiny strany byli Ferdinand I. Habsburský a Anna Jagellonská.
22. září 1587 byl korunován čtvrtým vévodou z Mantovy. Konala se pompézní ceremonie, které byly přítomny nejvyšší orgány vévodství, aby vzdaly hold novému vévodovi. Ten poté projížděl ulicemi města. 
Vincenzo byl hlavním patronem umění a věd, a proměnil Mantovu v živé centrum kultury. Zaměstnával skladatele Claudia Monteverdiho a malíře Petera Paula Rubense. V roce 1590 se Monteverdi stal hráčem na violu a kantorem ve Vincenzově hudební kapele. V roce 1602 ho Vincenzo po smrti Benedetta Pallaviciniho jmenoval mistrem hudby. Vincenzo byl také přítelem básníka Torquata Tassa. Malá kniha uvedená ve Veroně v roce 1589 popisuje, jak komik jménem Valerini ve službách Vincenza představuje ideální galerii umění, ve které jsou představovány sochy nejvýznamnějších sběratelů umění spíše než práce samotných umělců. Vincenzo byl popsán jako kolos dominující celé ideální galerii, nazvaný Celestial galerie Minervy.
Astronom Giovanni Antonio Magini také sloužil jako vychovatel Vincenzových synů, Františka a Ferdinanda.
Vincentovy marnotratné návyky jsou považovány za urychlení úpadku mantovské ekonomiky.
Říkalo se, že byl Vincenzo impotent, a že proto vyslal do Nového světa tajnou expedici za účelem získání legendárního afrodisiaka, což je ovšem v rozporu s množstvím jeho manželských a nemanželských potomků.
20. července 1588 mu císař Rudolf II. udělil právo nosit v erbu arcivévodskou korunku.

## Potomci
Vincenzo se v roce 1581 oženil s Markétou Farnese. Z jejich manželství se nenarodili žádní potomci a tak bylo manželství rozvedeno. 29. dubna 1584 se oženil se svou sestřenicí Eleonorou Medicejskou, dcerou Františka I. Medicejského a Johany Habsburské.
Vincenzo a Eleonora spolu měli šest dětí:
- 1. František (7. 5. 1586 Mantova – 22. 12. 1612 tamtéž), vévoda z Mantovy a Montferratu od února 1612 až do své smrti[1]
⚭ 1608 Markéta Savojská (28. 4. 1589 Turín – 26. 6. 1655 Miranda de Ebro)[2]
- 2. Ferdinand (26. 4. 1587 Mantova – 29. 10. 1626 tamtéž), vévoda z Mantovy a Montferratu od roku 1612 až do své smrti[3]
⚭ 1617 Kateřina Medicejská (2. 5. 1593 Florencie – 17. 4. 1629 Siena)[4]
- 3. Vilém Dominik (4. 4. 1589 – 12. 5. 1591)[5]
- 4. Markéta Gonzaga (2. 10. 1591 Mantova – 7. 2. 1632 Nancy)[6]
⚭ 1606 Jindřich II. Lotrinský (8. 11. 1563 Nancy – 31. 7. 1624 tamtéž), vévoda lotrinský od roku 1608 až do své smrti[7]
- 5. Vincenzo (7. 1. 1594 Mantova – 25. 12. 1627 tamtéž), vévoda z Mantovy a Montferratu od roku 1626 až do své smrti[8]
⚭ 1616 Isabella Gonzaga (1576–1630)[9]
- 6. Eleonora (23. 9. 1598 Mantova – 27. 6. 1655 Vídeň)[10]
⚭ 1622 Ferdinand II. Štýrský (9. 7. 1578 Štýrský Hradec – 15. 2. 1637 Vídeň), císař římský, král český, uherský, chorvatský a arcivévoda rakouský od roku 1619 až do své smrti[11]

Vincenzo měl také několik nemanželských potomků:
- s Anežkou Argottou (1570–1646),[12] manželkou Prospera z Carretta:

1. František (1588 – 18. 12. 1673 Nola), biskup v Nole[13]
2. Silvio (1592–1612)[14]
3. Giovanni
4. Eleonora (1586 – 25. 8. 1668 Mantova), řeholnice v Mantově[15]

- s Felicitou Guerrieri, dcerou Tulla Guerrieriho

1. Františka (1590 – 29. 9. 1657)[16]
⚭ 1608 Pirro Maria Gonzaga (11. 7. 1590 – 18. 11. 1628 Vídeň)[17]